# L'Oricy
Pour les articles homonymes, voir Flesh and Blood.
L'Oricy est un épisode de la série télévisée Stargate SG-1.

## Distribution
- Ben Browder : Cameron Mitchell
- Amanda Tapping : Samantha Carter
- Christopher Judge : Teal'c
- Michael Shanks : Daniel Jackson
- Claudia Black : Vala Mal Doran
- Beau Bridges : Hank Landry

## Résumé
Les quatre vaisseaux Ori continuent leur progression dans l'espace. Vala est pendant ce temps en train d'accoucher donnant naissance à une fille. Une sage-femme emporte l'enfant. Au même instant, un prêcheur entre dans la pièce, prononçant des paroles honorant les Ori et disant que la petite fille appartient à ceux qui suivent la voie. Tomin révèle également à Vala que sa fille a été choisie pour guider les guerriers Ori à travers la Galaxie : c'est l'Orici.
Les vaisseaux passent alors en hyper-espace. Dans le vide spatial,il ne reste que les débris d'une défaite écrasante. La Superporte est désormais inactive et Samantha Carter erre dans l'espace,lançant des appels radio,pour pouvoir être secourue,n'ayant que deux heures d'oxygène. Cameron est seul dans un F-302 et la voix du Colonel lui fait reprendre conscience. Il se rappelle alors les derniers moment avant que le Korolev explose. Il est monté dans un 302 puis s'est échappé lorsque le Korolev a explosé. Carter demande si Daniel a réussi à s'échapper mais Mitchell pense que malheureusement,il était à bord du vaisseau.
Plus tard, ils reçoivent un message de l'Odyssée qui ayant subi de graves avaries, ne peuvent téléporter Carter à l'intérieur. L'odyssée reçoit un message de Teal'c mais la communication est interrompue lors de sa capture par l'Alliance Luxienne. Mitchell est revenu au vaisseau et le colonel Emerson lui fait un rapport de la situation. C'est alors que Netan, le chef de l'Alliance Luxienne leur envoie un message comme quoi ils doivent abandonner le vaisseau ou être détruits.
Les vaisseaux Ori continuent leur route dans l'Hyper-espace. Vala essaye de dormir mais Tomin vient la voir et lui demande de ses nouvelles : Vala veut voir sa fille.
Les Prêcheurs (Stargate) l'ont autorisée à la voir. La porte s'ouvre et une fillette de 5 ou 6 ans entre dans la chambre et répond : « Bonjour, mère » à la stupeur de Vala.
Durant ce moment de surprise,
l'Odyssée et le vaisseau de l'Alliance se font face, Carter, toujours dans l'espace annonce que le Ha'tak de l'Alliance est en mauvais état.
Dans la chambre, Vala ressent une douleur due a l'accouchement mais l'enfant la guérit aussitôt. Au SGC, Landry reçoit la visite de Bra'tac qui annonce que la bataille s'est mal passée. Kvasir essaye de réparer la téléportation mais sans succès, Mitchell prend donc la décision de faire avancer le vaisseau vers Sam pour essayer de l'intercepter. Dans le vaisseau de l'Alliance, Netan torture Teal'c. L'Odyssée est près de Carter, elle traverse le bouclier et arrive à se poser dans l'un des hangars du vaisseau.
Après avoir analysé la boîte noire du Korolev, Carter remarque que les anneaux de transport ont été activés. Flash back sur la bataille, Le Korolev a essayé de téléporter une bombe dans le vaisseau mais ceci étant impossible, Daniel suggéra d'utiliser les anneaux pour envoyer la bombe. Mais le vaisseau a été touché avant et Daniel se téléporta seul dans un vaisseau Ori. Au SGC, Woolsey interroge le général Landry sur ces vaisseaux mais ils ne savent pas grand-chose. Woolsey suggère de prendre l'EPPZ d'Atlantis pour faire fonctionner l'arme des Anciens en Antarctique mais Landry n'envisage pas trop cette option.
Vala dans le vaisseau, va voir sa fille qui a encore grandi. Elle décide de l'appeler Adria. Adria parle des Ori et des connaissances qu'ils lui ont transmises. Le vaisseau de l'Alliance est rejoint par deux autres vaisseaux, Netan ordonne à l'équipage de se rendre. Sur l'Odyssée l'hyper-propulsion ne fonctionne pas et Kvasir continue de travailler sur le téléporteur. Vala retourne dans ses quartiers et Daniel Jackson la retrouve. Vala lui parle d'Adria. La conversation est interrompue quand Tomin entre dans la salle. Daniel se cache.
L'Odyssée est rejoint par trois autres vaisseaux. Il s'agit de Bra'tac, ils tirent sur le vaisseau de Netan qui est détruit. Teal'c est sauvé de justesse. Alors que Vala discute avec Tomin, le vaisseau Ori sort enfin de l'hyper-espace. Bra'tac vient sur l'Odyssée apprendre à Teal'c que les vaisseaux Ori sont au-dessus de Chulak. Un autre vaisseau mère qui défendait Chulak est détruit par les Ori. Des chasseurs sortent du vaisseau Ori et attaquent Chulak. Bra'tac décide d'aller à Chulak et d'attaquer les vaisseaux. Un vaisseau Ori atterri sur Chulak (celui de Vala), l'invasion commence. Les vaisseaux de Bra'tac vont vers Chulak. Mitchell met sur le dos de Bra'tac un récepteur.
Vala et Daniel préparent un plan pour capturer Adria et s'évader. Les 3 Hataks sortent de l'hyper-espace et tirent sur les vaisseaux Ori. Carter essaye de détecter des survivants du Korolev et Daniel réponds. Un Ha'tak sur les 3 est détruit, Mitchell et Teal'c vont essayer de téléporter une bombe jaffa dans le vaisseau Ori pour le détruire mais il n'explose pas.
Daniel a été découvert par Tomin. Le 2e vaisseau est détruit. Bra'tac va envoyer le dernier vaisseau sur le vaisseau Ori pour tenter de le détruire. Mitchell essaie de raisonner Bra'tac sans résultat. Dans le vaisseau Ori, Adria ordonne à Tomin de tuer Daniel. Vala s'interpose mais Tomin tire et Vala est touchée. Adria se précipite pour la guérir, mais elle est neutralisée par Daniel qui tire sur Tomin aussi. Un prêcheur entre dans la pièce et barre la route avec des flammes. L'Odyssée sort de l'hyper-espace. Le Ha'tak fonce sur l'autre vaisseau, l'équipe est téléporté à bord.
Le vaisseau s'écrase sur le bouclier sans toucher le vaisseau Ori. Daniel essaye de neutraliser le prêcheur sans résultat. Daniel et Vala sont téléportés de justesse. L'Odyssée s'enfuit. Toute l'équipe parle d'Adria et d'une façon de vaincre les Ori.